# Siège de Maâmora (1621)
Pour les articles homonymes, voir Siège de Maâmora.
Le siège de Maâmora de 1621 est une tentative marocaine de s'emparer de Maâmora, occupée par les Espagnols depuis 1614.

## Contexte et préparation
Les Espagnols s'emparent de Larache en 1610, profitant de la période d'anarchie qui règne après le décès du sultan Ahmad al-Mansur. Plusieurs régions du Maroc échappent au contrôle du pouvoir central saadien, tandis qu'un célèbre marabout et chef de guerre, Sidi M'hamed el-Ayachi, se fait connaitre par sa lutte acharnée face aux Portugais de Mazagan. Le sultan saadien Moulay Zaidan le nomme caïd d'Azemmour pour le récompenser de ses succès. Entre-temps, les Espagnols occupent l'ancien repaire de pirates de Maâmora en 1614, et y édifient une forteresse. Devant la popularité grandissante d'El-Ayachi, Moulay Zaidan, pris de jalousie, finit par envoyer une armée pour le déloger. El-Ayachi, prévenu à temps, réussit à fuir et atteindre Salé, où il est bien accueilli par la population, qui l'appelle à l'aide contre les Espagnols de Larache qui mènent des incursions jusqu'à la forêt de la Maâmora.
Sidi M'hamed el-Ayachi soutenu par des contingents de Salé, mène alors une première opération victorieuse contre les Espagnols à la forêt de Maâmora, mettant fin aux incursions espagnoles dans la zone. L'expulsion des morisques d'Espagne donne également un nouveau souffle au djihad. Les Morisques s'établissent à la Kasba et Salé-le-Neuf. Ils se lancent rapidement dans la piraterie en mer attaquant par vengeance les navires arborant la bannière de l'Espagne, puis plus tard tous les navires européens.

## Déroulement
En mai 1621, Sidi M'hamed el-Ayachi assiège Maâmora par terre, tandis que les Morisques de Salé font le blocus naval de la ville grâce à leurs navires. Le 1er juin, dans une lettre écrite par Walter Aston, on apprend qu'une flotte de secours a déjà quitté la péninsule ibérique pour secourir la garnison espagnole assiégée à Maâmora. Début juin, la flotte espagnole de 12 galions fait lever le siège, et renforce la garnison en hommes et munitions.

## Sources

### Sources bibliographiques
1. 1 2  Castries 1911, p. 189
2. ↑  Raoui, p. 113
3. 1 2  Castries 1911, p. 190
4. ↑  Castries 1925, p. 517
5. ↑  Castries 1925, p. 518

#### Francophone
- Henry de Castries, Les sources inédites de l'histoire du Maroc. Archives et bibliothèques d'Angleterre. Série 1, Tome II., Paris, Paul Geuthner, 1925, 602 p. (lire en ligne)
- Henry de Castries, Les sources inédites de l'histoire du Maroc. Archives et bibliothèques de France. Tome III., E. Leroux, 1911, 771 p. (lire en ligne)
- Samir Raoui, « Casbah de Mahdiya : une fortification espagnole au cœur de l'Atlantique » (lire en ligne)
- Mohammad al Saghir ben al Hadj ben Abd-Allah al Wafrani, Histoire de la dynastie Saadienne au Maroc : 1511-1670, Paris, E. Leroux, 1889, 560 p. (lire en ligne)